# Principauté épiscopale du Monténégro
1516–1852
La principauté épiscopale du Monténégro (monténégrin : Митрополство Црногорско, romanisé : Mitropolstvo Crnogorsko, soit littéralement metropolitanat de la Montagne Noire) était une principauté ecclésiastique chrétienne orthodoxe située sur le territoire actuel du Monténégro. L'indépendance de la principauté fut proclamée en 1516 lorsque le métropolite du Monténégro et du Littoral défia ouvertement l'autorité ottomane qui contrôlait le pays en transformant sa paroisse en une principauté autonome de facto.

## Toponyme
Les princes évêques de la principauté se faisaient appeler à l'origine métropolite de Cetnije (Цетињска митрополија) : la paroisse de Cetnije dépendait alors du patriarcat orthodoxe de Serbie et le métropolite (évêque) de Cenije, la plus haute autorité religieuse locale, y était affilié. Au XVIIIe siècle, le prince Danilo Ier Šćepčev Petrović-Njegoš se fait désigner comme « Danilo, métropolite de Cetnije, prince Njegoš, suc du Pays Serbe » („Данил, владика цетињски, Његош, војеводич српској земљи..."). Sous le règne de Pierre Ier, la Principauté remporte des victoires décisives contre les Ottomans ce qui permet l'annexion en 1796 de la vallée de la rivière Zeta et les Collines (Gorska župa) : Pierre Ier porte alors le nom de « Métropolite de Cetnije, Prince Njegoš, de la Montagne Noire et des Collines ». Le nom de Montenegro est la traduction italienne adoptée par les Vénitiens de Crna Gora (Црна Гора), soit littéralement « Montagne Noire ». C'est la première fois que le titre de prince du Monténégro est portée de manière officielle. Les Turcs utilisaient à partir de 1796 le titre de « vladika (prince) de l’indépendant Monténégro » dans leurs actes officiels à propos de la principauté.

## Histoire

### Fondation de la principauté
Le littoral monténégrin et les bouches de Kotor furent annexées au XIVe siècle par la république de Venise et intégrées aux possessions vénitiennes de Dalmatie. Entre 1420 et 1797, les Vénitiens contrôlent effectivement le port monténégrin de Kotor alors italianisée en Cattaro.
Le duché de Zeta était, depuis la chute de l'Empire serbe en 1389 après la victoire des Ottomans à la bataille du Champ des Merles, la principale puissance politique du Monténégro, mais sera à son tour vassalisée en 1499. En 1516, le dernier duc de Zeta Đurađ V Crnojević abdique formellement en faveur de l'archevêque de l'Église orthodoxe de la ville de Cetinje. Cette fonction en principe élective devint héréditaire et se transmit d’oncle à neveu à partir de 1697 sous la dynastie des Petrović-Njegoš. Le premier prince-évêque, Vavila, a connu un règne relativement paisible, peu troublé par des incursions ottomanes, et a consacré l'essentiel de son temps à la diffusion de la culture et de l'imprimerie dans le pays. Bibliophile, il soutint l'activité de l'imprimerie Crnojevići de Cetnije et des livres qui y furent publiés fut considérable pour la culture monténégrine. Elle fut notamment reconnue pour avoir diffusé l'alphabet cyrillique et avoir ainsi été le maillon fort d'une vaste culture littéraire. Les prince-évêques suivants, Paul, Nicodin et Makarios, profitèrent de cette longue période de répit pour augmenter la production de l'imprimerie, produisant de nombreux psautiers et traductions des Évangiles.

### Lutte pour l'autonomie
Le successeur de Vavila, German II, dut faire face aux tentatives d'incursion ottomanes dans la Principauté. Skenderbeg Crnojević, un membre islamisé de la famille Crnojević, revendiqua le Monténégro et tenta de le conquérir en tant que vassal ottoman. Vukotić, le gouverneur civil du Monténégro, le repoussa, et l'ardeur des Monténégrins pour la cause chrétienne fut telle qu'ils pénétrèrent en Bosnie pour lever le siège de Jajce, où la garnison hongroise était étroitement encerclée par les troupes ottomanes. Les Ottomans, trop occupés par la guerre hongroise, ne cherchèrent pas à se venger, et ce n'est qu'en 1570 que le Monténégro dut faire face à une autre invasion ottomane.
En 1570, les invasions à grande échelle reprirent. Le Monténégro en affronta deux dirigées par Ali-pacha de Shkodër, la première étant repoussée. Cependant, la seconde invasion eut de lourdes conséquences pour les habitants du Monténégro. Pahomije, prince-évêque à ce moment-là, ne put se rendre à Ipek pour la cérémonie de consécration, ce qui affaiblit son autorité aux yeux de son peuple. Les renégats islamisés, autorisés à s'établir dans le pays après la défaite de Staniša, accueillirent à bras ouverts l'armée du Pacha, lui permettant de s'emparer du château d'Obod et de détruire la précieuse imprimerie, que Ivan Crnojević avait établie un siècle plus tôt. Durant le règne de Pahomije, les Monténégrins combattirent dans la guerre de Chypre au nom de la république de Venise. Le vladika suivant, Rufim Njeguš, qui régna de 1594 à 1631, fut reconnu comme un leader militaire exceptionnel, contribuant à l'insurrection du Banat (1594). Le refus du Monténégro de payer le tribut conduisit à des invasions ottomanes en 1604, 1612, et 1613, qui échouèrent.

### Alliance avec la Russie
À Noël 1702, dans le contexte des guerres avec les Ottomans, le prince-évêque Danilo Ier organisa l'assassinat de tous les Turcs de la principauté : Danilo avait été auparavant fait prisonnier et torturé par le pasha ottoman de Skadar et plannifia sa vengeance. L'assassinat concerna aussi les Albanais et les « Serbes renégats ». C'est l'événement des Vêpres monténégrines mis en lumière par le poème monténégrin Les Lauriers de la montagne composé en 1847.
« L’évêque réunit secrètement les knezes [chefs] et leur propose de massacrer tous les Turcs établis dans la principauté. D’abord, les chefs n’osent approuver une telle exécution qui attirera sur leur tête la colère du sultan ; cependant, les cinq frères Martinovitch, voyvodes de Cettigné, finissent par consentir à frapper les premiers coups ; il faut venger l’évêque et extirper les hérétiques, qui souillent par leur présence le sol de la patrie. [...] En agissant ainsi, Daniel ne prétendait point venger ses injures personnelles, mais celles de son peuple et, en creusant entre lui et les Turcs un abîme sanglant, empêcher des rapports que, dans sa grande perspicacité, il jugeait nuisibles au bien-être du Monténégro. Le vladika préférait une guerre à mort et sans merci à une paix trompeuse. »
Le prince Daniel s'allie avec le tsar Pierre Ier de Russie en 1711 contre les Ottomans, ce qui n'empêcha pas la Sublime Porte de ravager la principauté en 1714 et réduire 3 000 hommes en esclavage.

## Politique
Jusqu'à l'apparition du premier code juridique en 1796, la législation monténégrine était sous-développée. La vie juridique était alors basée sur le droit coutumier. Lorsque le code fut adopté, il contenait 16 articles, et 17 autres articles furent adoptés en août 1803. Le code de Pierre Ier adopté deux ans plus tard en 1798, qui compte trente-trois articles, fut le premier code pénal du pays. Le Code a été principalement élaboré et rédigé sur la base des coutumes juridiques monténégrines. L'objectif principal du code était d'empêcher l'arbitraire tribal : le prince-évêque Pierre Ier cherchait à centraliser le pouvoir politique et former un gouvernement moderne. L'article 20 du Code de Pierre Ier introduisit pour la première fois une obligation fiscale au Monténégro : le paiement des impôts fut cependant impopulaire et son acceptation prit du temps dans une société monténégrine qui n'avait jamais été unifiée politiquement.

## Économie
Au cours du XVIe siècle siècle, deux types de monnaie circulaient au Monténégro : le ducat de la république de Venise (et sa pièce en or, le sequin) et l'aspre de l'Empire ottoman. Les sequins vénitiens étaient la monnaie la plus couramment détenue par les Monténégrins. Cette monnaie est restée le principal moyen d'échange monétaire du Monténégro avec la région côtière, ce qui indique que notre pays était pleinement intégré au système monétaire établi dans cette région. Napoléon Bonaparte impose par le traité de Campo-Formio de 1797 la dissolution de la république de Venise et le transfert des possessions vénitiennes à la maison des Habsbourg. Le sequin fut progressivement remplacé par le thaler autrichien dans la principauté. En 1851, le prince-évêque Danilo propose l'introduction d'une monnaie unique et monténégrine, le perun : mais l'influence fiduciaire autrichienne durera tout le XIXe siècle et il faudra attendre 1910 pour que le Monténégro se dote de sa propre devise.